# Lambda Hydrae
Lambda Hydrae (λ Hydrae, förkortat Lambda Hya, λ Hya) som är stjärnans Bayerbeteckning, är en dubbelstjärna belägen i den mellersta delen av stjärnbilden Vattenormen. Den har en skenbar magnitud på 3,61 och är synlig för blotta ögat där ljusföroreningar ej förekommer. Baserat på parallaxmätning inom Hipparcosuppdraget på ca 29,0 mas, beräknas den befinna sig på ett avstånd på ca 113 ljusår (ca 35 parsek) från solen.

## Egenskaper
Primärstjärnan Lambda Hydrae A är en orange till gul jättestjärna i huvudserien av spektralklass K0 III och är en stjärna som har förbrukat förrådet av väte i dess kärna, har expanderat och har ett överskott av kol och kväve. Den har en radie som är ca 8,7 gånger större än solens och utsänder från dess fotosfär ca 52 gånger mera energi än solen vid en effektiv temperatur av ca 4 800 K.
Lambda Hydrae är en spektroskopisk dubbelstjärna med en omloppsperiod på 1 585,8 dygn och en excentricitet på 0,138.